# Tratado de Manágua

Mapa da 'Reserva Mosquito'

O Tratado de Manágua, também conhecido como Tratado Zeledón-Wyke, foi um acordo de 1860 entre o Reino Unido da Grã-Bretanha e Irlanda e a Nicarágua, no qual a Grã-Bretanha reconheceu a soberania da Nicarágua sobre o seu atual território nacional, porém reservou, com base em direitos históricos, um enclave autogovernado para os Misquitos, um grupo indígena na região, citando tratados estabelecidos anteriormente e circunstâncias históricas. 